# Tinodes collinus
Tinodes collinus is een schietmot uit de familie Psychomyiidae. De soort komt voor in het Afrotropisch gebied.